# Peter John Stevens
Peter John Stevens (Kranj, 1º giugno 1995) è un nuotatore sloveno.

## Palmarès
- Mondiali in vasca corta

Windsor 2016: argento nei 50m rana.
- Europei

Londra 2016: argento nei 50m rana.
Glasgow 2018: bronzo nei 50m rana.
- Giochi del Mediterraneo

Tarragona 2018: bronzo nei 50m rana.
Orano 2022: bronzo nei 50m rana.
- Mondiali giovanili

Dubai 2013: oro nei 50m rana.
- Europei giovanili

Poznan 2013: argento nei 50m rana.